# Johnny Comes Marching Home (Álbum dos Del-Lords)
| Críticas profissionais | Críticas profissionais |
| Pontuações agregadas   | Pontuações agregadas   |
| Fonte                  | Avaliação              |
| ---------------------- | ---------------------- |
| AllMusic               | [ 1 ]                  |
| Robert Christgau       | B+                     |
| Avaliações da crítica  |                        |
| Fonte                  | Avaliação              |

Johnny Comes Marching Home é o segundo álbum dos Del-Lords Foi lançado em 1986 pela EMI America Records.

## Faixas
Todas as músicas escritas por Scott Kempner, exceto "Drug Deal", escrita pela banda.
| Lado A |                   |         |  |
| N.º    | Título            | Duração |  |
| 1.     | "Heaven"          | 2:58    |  |
| 2.     | "Love Lies Dying" | 5:50    |  |
| 3.     | "Drug Deal"       | 3:34    |  |
| 4.     | "Soldier's Home"  | 5:34    |  |
| 5.     | "Saint Jake"      | 5:23    |  |

| Lado B |                       |         |  |
| N.º    | Título                | Duração |  |
| 1.     | "Dream Come True"     | 5:00    |  |
| 2.     | "True Love"           | 3:46    |  |
| 3.     | "Everlovin'"          | 5:41    |  |
| 4.     | "Against My Will"     | 4:48    |  |
| 5.     | "No Waitress No More" | 3:07    |  |

| Versão de CD |                                    |         |  |
| N.º          | Título                             | Duração |  |
| 1.           | "Heaven"                           | 3:02    |  |
| 2.           | "Love Lies Dying"                  | 5:55    |  |
| 3.           | "Drug Deal"                        | 3:37    |  |
| 4.           | "Soldier's Home"                   | 5:41    |  |
| 5.           | "Saint Jake"                       | 5:28    |  |
| 6.           | "Dream Come True"                  | 5:08    |  |
| 7.           | "True Love"                        | 3:50    |  |
| 8.           | "Everlovin'"                       | 5:45    |  |
| 9.           | "Against My Will"                  | 4:53    |  |
| 10.          | "No Waitress No More"              | 3:21    |  |
| 11.          | "Some Summer"                      | 2:52    |  |
| 12.          | "Obsessed With Mary"               | 4:54    |  |
| 13.          | "Mickey Paid for What Mickey Done" | 4:09    |  |
| 14.          | "St. Jake"                         | 4:48    |  |
| 15.          | "True Love"                        | 4:06    |  |

## Créditos
| The Del-Lords - Scott Kempner – vocal, guitarra - Eric Ambel – guitarra, vocal - Manny Caiati – baixo, vocal - Frank Funaro – bateria, vocal | Músicos adicionais e produção - Lenny Castro – percussão - Scott Church – engenheiro - David Eaton – engenheiro assistente - Michael Frondelli – engenheiro, mixagem - Neil Geraldo – produção, mixagem - Dave Hernandez – engenheiro assistente - George Marino – Masterização de áudio - Jenine Saccente – fotografia - Brian Scheuble – engenheiro assistente - George Tutko – engenheiro - Mark Wilczak – engenheiro assistente |